# 尤太忠
尤太忠（1918年12月—1998年7月24日），河南省光山縣人。中国人民解放军上将、中华人民共和国政治人物。

## 生平

### 中华民国
尤太忠早年丧父，红军经过光山后参加儿童团。1931年1月，尤太忠参加光山县游击第四大队，担任独立团三营营部公务员。1932年，该部编入红四方面军红三十一军十师二十九团，他担任二营六连公务员。10月，跟随红四方面军主力西征，进至四川省通江、南江、巴中地区开辟革命根据地。1933年6月任司号员；8月，参加红四方面军发起的仪南战役，11月加入中国共产主义青年团，调红三十一军九十三师二七九团二营任号目。1934年1月负伤；6月任排长，并转为中国共产党党员。1935年后，先后任93师274团2营6连政治委员，2营代理营教导员，93师政治部共青团书记、青年干事等职。参加了长征。红军途中一度病重，后经詹才芳救下。
抗日战争时期，尤太忠任八路军第129师386旅772团3营12连指导员。9月底，随刘伯承、徐向前率领的一二九师东渡黄河，与日军交战。同年386旅旅长陈赓率领所部进入正太路以南地区开展游击战争。同年12月，尤太忠升任特务连指导员。1938年，接连升任二营八连连长、一营副营长、三营营长，参加神头岭伏击战，突围日军对晋东南地区的九路围攻，后率部进入平汉路以东，在冀南平原开展游击战。1940年1月，国共军队摩擦，国军向太岳根据地进攻决死队第一纵队。6月，尤太忠率部击溃国军马鞍山旅，战斗中负伤。8月，部队返回太行，参与百团大战。在攻克榆社县战斗中，他所部担任主攻，与其他部队合围歼灭日军一个中队，被授予“二级战斗英雄”称号。1941年2月，尤太忠任十七团副团长。1942年3月，升任团长。同年6月，改任冀豫联防区三分区司令员兼十七团团长，在山西阳城、绛县、翼城、沁水及河南济源、孟县等地建立抗日根据地。1944年4月和9月，他率部参加一二九师发起的两次青浮战役。1945年4月豫北战役中，他率部击溃王同裕、范登科部。
1945年抗日战争胜利后，同年9月国共双方爆发上党战役，尤太忠调任晋冀鲁豫军区第六纵队十七旅副旅长，参加了平汉战役、兰封战役。1946年9月定陶战役中，他率领所部在大杨湖地区围攻国军整编第二师、师长赵锡田被俘。战后，尤太忠调任十六旅副旅长，参加了河南滑县战役等。1947年4月，升任十六旅旅长。豫北战役中，解放军攻打汤阴县城战斗中受阻，尤太忠建议采用不规则火力袭击结合工兵爆破，造成守军错觉，再突击攻城。之后部队成功突破，并攻克国军暂编第三纵队，司令孙殿英被俘。6月底，刘伯承、邓小平率领晋冀鲁豫野战军主力突破国民党黄河防线，发起鲁西南战役，他率部参加。
1947年8月，晋冀鲁豫野战军开始挺进大别山。8月24日，在汝河渡口，萧永银率领十八旅率先突围南岸。随后，尤太忠率领十六旅接替十八旅防务，用七个营兵力坚守河南大、小雷岗渡口，抵御国军罗广文兵团整编第五十八、四十八、七师共三个师的进攻。最终以伤亡两千人代价，成功掩护野战军主力、指挥部和中原局领导机关全部成功渡河。12月，他率领所部急行军一百多公里，全歼湖北广济县的中国青年军第203师。1948年6月，在襄樊战役中，他所部与其他部队合作全歼国军守军2.1万余人，国军司令康泽被俘。在淮海战役中，他率领中原野战军第六纵队第十六旅，参加双堆集地区围歼黄维兵团。1949年，他担任第二野战军三兵团十二军三十四师师长，率部参加西南战役，并成功攻入重庆，出任重庆警备司令。

### 中华人民共和国
中华人民共和国成立后，1950年1月，尤太忠率部进驻重庆担任警备任务，任中共重庆市委委员、卫戍司令。12月，进入中国人民解放军军事学院学习。1951年2月，提前返回三十四师，率部参加朝鲜战争，担任中国人民志愿军3兵团12军34师师长。朝鲜战争第五次战役中，他率部出击汉江南岸，一度抄小路前行并误入美军包围圈，之后部队急攻沿汉江突围，之后他还率领所部参加金城防御战和上甘岭战役。1953年回国后，在解放军第七文化速成中学学习。1954年，任中国人民解放军第12军副军长。1955年，被授予中国人民解放军少将军衔，获二级八一勋章、二级独立自由勋章、二级解放勋章。 
1958年，尤太忠在中国人民解放军高等军事学院基本系学习。1959年，尤太忠得知母亲病重返乡光山。见闻当地浮夸风盛行，民众多有饿死。尤太忠将自己所带现金全部分发，返乡时县长马龙山请客，尤太忠怒斥离去。1960年毕业，出任中国人民解放军第27军副军长、军长，中共南京军区党委委员。1969年，在中国共产党第九次全国代表大会上当选为中央候补委员。1970年3月至1971年5月，出任河北省革命委员会副主任。1970年4月至1980年1月，改任北京军区副司令员、党委常委（1970年7月起）。1971年5月至1978年10月，担任中共内蒙古自治区党委第一书记、自治区革命委员会主任。1971年5月至1976年10月，兼任内蒙古军区政治委员。1971年5月至1978年11月，兼任内蒙古军区司令员。1972年一度病重，在周恩来授意下，由王雪晨护送救护车急救。1973年8月，在中国共产党第十次全国代表大会上当选为中央委员。1977年12月至1978年2月，兼任内蒙古自治区政协主席。
1980年1月至1982年10月，任成都军区司令员（之后兼任军区党委书记）。1982年1月至12月，担任中共四川省委常委。1982年10月至1987年12月，尤太忠调任广州军区司令员、党委书记（1982年12月起），处理广州军区在文化大革命中的遗留问题，包括派性斗争与干部老化。同时组织参加中越边境战役及防御战斗。1987年11月在中共第十三次全国代表大会上当选为中央顾问委员会委员。1988年8月任中共中央军事委员会纪律检查委员会第二书记。同年9月14日，被授予中国人民解放军上将军衔。1998年7月24日，因病在广州逝世，享年80岁。8月3日，遵尤太忠遗嘱，遗体火化后，骨灰撒入大海。

## 轶事
尤太忠在军界地位与评价很高，以其率性不避嫌、性格倔强为著称。当时中华人民共和国成立不久，王近山因与发妻离婚被撤职，由中将降为大校，下放河南农场劳动。1969年，尤太忠建议许世友向毛泽东提议重新起用王近山。同年7月，王近山南从河南回南京，当时文化大革命期间人人避嫌，时任27军军长尤太忠与60军军长吴仕宏、南京军区装甲兵司令萧永银在南京火车站深夜迎候王近山。史景班因文革冲击，三个女儿下放内蒙古劳动，而时任内蒙古自治区革委会主任的尤太忠专程看望其女，并将其调回南京。1974年，邓小平由江西返回北京。当时邓小平尚未出来工作，仍身负“最大的走资派”骂名，但当日尤太忠与苏振华、李达仍冒险探视。尤太忠见邓小平仍行立正敬礼，并称邓小平“永远是我的老政委”。文化大革命结束后，许世友去世，经中央批准允许土葬；对此中共中央多有非议。尤太忠得知后，派人到广西购两棵百年楠木，直运南京，为许世友制棺用。

## 家庭
尤太忠的妻子是王雪晨，两人婚后生育有两男两女，分别是：
- 长女尤兢，李和平之妻、李德生儿媳。
- 次女尤军涛，毕业于南京卫岗学校。
- 长子尤松涛
- 次子尤海涛[26]，曾任第42集团军军长。2013年7月，升任南京军区副司令员。2014年7月，晋升中将。2015年底，出任中国人民解放军陆军副司令员[27]。